# Castelpagano (Burg)
Das Castelpagano ist die Ruine einer Höhenburg auf dem Gebiet der Stadt Apricena in der italienischen Region Apulien. Historisch teilt sie viele Aspekte mit der Gemeinde San Marco in Lamis und insbesondere mit dem Kloster Santa Maria di Stignano.
Die Ruinen liegen auf einem Sporn des Gargano in 514 Metern Seehöhe im Südwestteil des Gebirges und waren Teil einer Siedlung, deren Ursprung nicht bekannt ist. Die erhöhte Lage, die zur Zeit des Baus der Burg optimal zur Beherrschung des darunter liegenden Territoriums war, gestattet erstaunliche Ausblicke auf den Gargano und die Berge des Molise auf der einen Seite und auf den Tavoliere delle Puglie auf der anderen Seite.

## Geschichte
Den Bauzeitpunkt dieser Burg kennt man nicht, man denkt aber, dass sie noch vor der Gründung der Stadt Apricena errichtet wurde, also in der zweiten Hälfte des 9. Jahrhunderts. Sie florierte bereits im 11. Jahrhundert unter der Herrschaft des normannischen Grafen Heinrich von Monte Sant’Angelo, fiel dann nach einem langen und bitteren Krieg an Rainulf, Graf von Aversa, und Ruggero, Herr von Rignano. Obwohl sie aufgrund ihrer Lage uneinnehmbar war, fiel Castelpagano 1137 in die Hände von Lothar III., der, initiiert von Papst Innozenz II. und den von Ruggero verdrängten Fürsten, nach Italien kam, wobei in der Schlacht um die Einnahme von Rignano und dem Lehen Castelpagano Hunderte von Opfern zu beklagen waren. 1177 gab Wilhelm II. von Sizilien das Kloster San Giovanni de Lama, das aktuelle Kloster San Matteo, zusammen mit dem von Santa Maria di Pulsano und anderen Ländereien als Apanage an seine Gattin, die Königin Johanna I., Tochter von Heinrich II. von England. Der Name der Burg wird auch in einem alten Dokument vom 21. September 1231 erwähnt, wo die Geschichte des bereits erwähnten Leonardo di Falco, eines blinden Bettlers aus der Gegend, erzählt wird, der im Schlaf von der Jungfrau Maria überrascht wurde, die ihm sein Augenlicht zurückgab und auf ein Simulacrum auf einer großen Eiche zeigte, in deren Nähe dann das Kloster Santa Maria di Stignano errichtet wurde.
Kaiser Friedrich II., der im benachbarten Apricena weilte, ließ sie restaurieren, für seine Jagdfreuden anpassen und installierte eine Garnison treuer Sarazenen. Daher stammt der Name der Burg, denn die Sarazenen, die keine Christen waren, hießen im Italienischen „Pagani“ (dt.: Heiden). In der Folge wurde die Siedlung Lehen von Manfred von Sizilien, dem Sohn Friedrichs II. und Gründer von Manfredonia; später wurde es auf königliche Weisung hin an die Könige übertragen. 1496 übertrug sie König Ferdinand II. von Aragón an den schon erwähnten Ettore Pappacoda aus Neapel, der dem gesamten Gebiet Pracht verlieh, indem er 1515 auch das Kloster Santa Maria di Stignano erbaute; die Familie starb dann aber aus und die Burg geriet wieder unter königliche Herrschaft. Am 10. März 1580 kaufte Antonio Brancia, von dem die darunter liegende Ortschaft ihren Namen erhielt, die Burganlage von König Philipp II. von Spanien für 90.000 Dukaten. 1732 gehörte die Anlage den Mormiles, später kauften sie Don Garzia aus Toledo und von diesem 1768 der Prinz Cattaneo di Sannicandro. Mit Sicherheit erschütterten verschiedene Erdbeben die Burg, was durch Dokumente bezeugt wird, in denen die Geschichte von 1627 erzählt wird, als Apricena und seine Umgegend enorme Schäden erlitten.
Die Siedlung wurde Anfang des 17. Jahrhunderts nach und nach aufgegeben und ihre Bewohner zogen vermutlich aufgrund der großen Wasserknappheit nach Apricena um und in der Folge wurde die Anlage ein Opfer der Plünderung durch örtliche Hirten, die die Bausteine dazu verwendeten, ihre Hütten im darunter liegenden Valle di Sant'Anna zu bauen. In der Umgebung der Burgruine gibt es unzählige Schluchten und Höhlen; berichtet wird von der ca. 200 m tiefen Lia-Höhle, einem Zufluchtsort für Straßenräuber im 14. Jahrhundert. In der Umgegend wurden zahlreiche Exponate, einige davon sogar aus der Zeit vor dem Mittelalter und dem Umbau der Burg, gefunden und man fand menschliche Überreste, die beweisen, dass es einen Friedhof gab, und in der Konsequenz die Existenz der Siedlung so gut wie sicher bestätigen, weil man eine immense Anzahl von Brunnen und Zisternen gefunden hat, die für das Leben in einer so trockenen Gegend ohne Wasserläufe nötig waren.

## Beschreibung
Heute bestehen die Ruinen aus einer etwa 50 Meter langen Mauer, die nicht mehr als 1,5 Meter hoch ist und zwei Öffnungen hat, die einst Türen mit bearbeiteten Pfosten waren. Diese Mauer bildet eine Ecke nach links mit einem sehr kurzen Mauerrest, wogegen sie rechts mit einem Rundturm verbunden ist, der 5 Meter Höhe nicht übersteigt. Von diesem Turm aus verläuft eine bis oben hin angeschrägte Mauer ins darunter liegende Tal. Eine dritte Mauer schließt im Süden das Rechteck. An einer Ecke erhebt sich der Hauptturm mit fünf Fassaden, der sechs bis sieben Meter hoch ist. Innerhalb des Rechtecks kann man Spuren von Mauern sehen, aber es sind nicht genügend, um die inneren Strukturen der Burg zu erkennen.

## Legenden
Es gibt drei Legenden. Die erste befasst sich mit der schon erwähnten Erscheinung der Heiligen Maria und dem blind geborenen Leonardo di Falco.
Die zweite erzählt von einer phantastischen Schlacht zwischen dem Bösen und dem Erzengel Michael, die im Tal von Stignano stattgefunden haben soll. Natürlich besiegte der Erzengel den Teufel, der die Gestalt einer gigantischen Schlange angenommen hatte. Von der bösen Schlange blieben zwei Knochen, die später in das Kloster gebracht wurden.
Die dritte erzählt von einem sarazenischen Prinzen aus Castelpagano, der sich in eine Prinzessin verliebt hatte, die auf einem Schloss auf dem Monte della Donna lebte. Die Familie des Mädchens, die ihre Tochter nicht einem Sarazenen zur Frau geben wollte, hatte sich einen Trick ausgedacht, um die unerwünschten Ehe zu verhindern: Solange der Prinz nicht eine Brücke aus Tierhäuten gebaut hätte, die den Monte della Donna mit Castelpagano verbunden hätte, hätte er das Mädchen nicht heiraten dürfen. Der Prinz tat sein Möglichstes, um die Brücke zu bauen, wurde dabei aber – besessen von der Unmöglichkeit des Werkes – verrückt. All dies ist nicht bewiesen, auch wenn es einige historische Hinweise gibt. Einer davon ist die Tatsache, dass es in der Gegend einen Einfluss der Sarazenen gab, so hatte z. B. der Kaiser Friedrich II., der in der Gegend Militär stationiert hatte, ein Corps, das nur aus Sarazenen bestand. Dagegen steht die Tatsache, dass es, soweit wir wissen, auf dem Monte della Donne nie ein Schloss gab, aber die Legende basiert doch auf der Wirklichkeit. Vor dem Berg gibt es eine erhöhte Ebene, „Volta Pianezza“ genannt, auf der man scheinbar nichts sieht, wo aber auf dem Felsvorsprung ein halbrunder Wachturm stand, der heute verschwunden ist und von dem man nur noch die Umfassungsmauer sieht.